# تروور فورد
تروور فورد (انگلیسی: Trevor Ford; ۱ اکتبر ۱۹۲۳ – ۲۹ مهٔ ۲۰۰۳) بازیکن فوتبال اهل بریتانیا بود.
از باشگاه‌هایی که در آن بازی کرده‌است می‌توان به باشگاه فوتبال استون ویلا، باشگاه فوتبال کاردیف سیتی، باشگاه فوتبال پی‌اس‌وی آیندهوون، باشگاه فوتبال ساندرلند، باشگاه فوتبال نیوپورت کانتی، و باشگاه فوتبال سوانزی سیتی اشاره کرد. وی همچنین در تیم ملی فوتبال ولز بازی کرده‌است.